# Sărmașu
Sărmașu là một xã thuộc hạt Mureș, România. Dân số thời điểm năm 2002 là 7488 người.